# ريبيكا رايس
ريبيكا رايس (بالإنجليزية: Rebecca Rice)‏ هي مغنية وممثلة أمريكية، ولدت في 1947 في تايلر في الولايات المتحدة، وتوفيت في 2002.